# Émile de Marcère

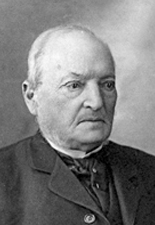
Émile de Marcère

Émile-Louis-Gustave Deshayes de Marcère (Domfront, 16 maart 1828 - Messei, 26 april 1918) was een Frans politicus.

## Biografie

### Vroege carrière
Émile de Marcère werd op 16 maart 1828 geboren in Domfront, in het departement Orne. Hij was een uitstekende student in de rechten aan de Universiteit van Caen en werkte na zijn studie voor het ministerie van Justitie. Hij was magistraat tijdens het Tweede Franse Keizerrijk en plaatsvervangend procureur te Soissons en Arras en daarna procureur in Saint-Pol-sur-Ternoise en president van het tribunaal van Avesnes-le-Comte. Uiteindelijk werd hij raadsman bij het keizerlijk gerechtshof van Douai.

### Politieke carrière
Émile de Marcère koos na de ineenstorting van de monarchie de zijde van de Derde Franse Republiek (1870). Bij de parlementsverkiezingen van 1871 werd hij voor het Noorderdepartement in de Kamer van Afgevaardigden (Chambre des Députés) en was lid van de centrumlinkse fractie en steunde de politiek van president Adolphe Thiers. Marcère was een groot voorstander van decentralisatie en de handhaving van de republikeinse instellingen.

### Minister van Binnenlandse Zaken
Émile de Marcère werd in maart 1876 staatssecretaris van Binnenlandse Zaken in het kabinet-Dufaure IV en na de dood van Amable Ricard op 11 mei 1876 volgde hij de laatste op als minister van Binnenlandse Zaken. Als minister voerde hij enkele hervormingen op departementeel vlak door, geheel in de lijn van zijn geloof in decentralisatie. In december 1876 werd hij vanwege zijn republikeinse ideeën door de monarchistische kamerleden ten val gebracht. Vervolgens was hij voorzitter van de centrumlinkse fractie in de Kamer van Afgevaardigden.
In december 1877 keerde hij als minister van Binnenlandse Zaken in het kabinet-Dufaure V. Op 18 december, vijf dagen na zijn aantreden als minister verving hij 83 prefecten die in mei 1876 waren onthulde de krant La Lanterne dat Marcère betrokken was bij een schandaal betreffende de prefectuur van politie (van Parijs) waarna hij aftrad.
Na zijn aftreden als minister werd hij opnieuw lid van de Kamer van Afgevaardigden en tevens directeur van Le Soir. In februari 1884 werd hij gekozen tot senator voor het leven, sénateur inamovible, wat hij tot zijn dood 90-jarige leeftijd op 26 april 1918 bleef. Hij was de laatste van de sénateurs inamovible.
- Bibliothèque nationale de France: cb12167168f (data)
- Gemeinsame Normdatei: 1057575402
- International Standard Name Identifier: 0000 0001 1101 9805
- Nederlandse Thesaurus van Auteursnamen: 069319413
- Système universitaire de documentation: 074725459
- Virtual International Authority File: 161218261
- WorldCat: E39PBJfMmpF7vkX6f9vYVq7PwC